# 둠카

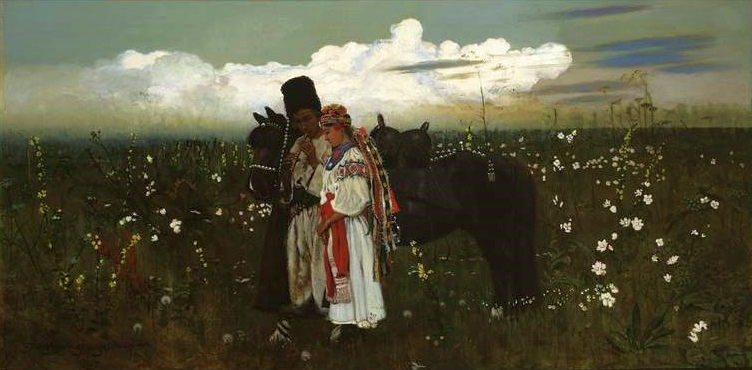
Jarema's dumka (1879년).

둠카(영어: dumka, 우크라이나어: думка)는 슬라브, 그 중에서도 보헤미아의 민속음악에 많이 보이는 애가(哀歌)이다.  "둠카"는 문자 그대로 해석하면 "생각"이라는 뜻이다. 대부분의 경우 완만하고 비애에 찬 부분과 빠르고 정열적인 부분을 대비시키고 있다. 드보르자크의 실내악곡에 그 예술화한 예가 많이 보인다. 둠키(думки)는 둠카의 복수이다. 드보르자크의 피아노 3중주곡 마단조작품 90이 <둠키>로 불리는 것은 각 악장이 각기 둠카로 되어 있기 때문이다.